# Germa Seyum
Germa Seyum fut un Roi des Rois d'Éthiopie, membre de la dynastie Zagoué et frère de Tatadim.
2e fils de Mara Tekle Haymanot, Germa Seyyun serait le père de Yemrehanna Krestos. 